# James Packer
James Innell Packer (Gloucester, 22 juli 1926 – Vancouver, 17 juli 2020) was een Brits-Canadese theoloog. Hij was afkomstig uit de Anglicaanse Kerk en werd in 1979 hoogleraar aan Regent College in Vancouver. Hij werd gezien als een van de invloedrijkste evangelicalen in de Angelsaksische wereld.

## Levensloop
Packer was de zoon van een klerk en won een beurs voor de Universiteit van Oxford. Hij studeerde aan het Corpus Christi College en behaalde daar een Bachelor of Arts (1948), een Master of Arts (1952) en een Doctoraat in de Filosofie (1955). Als student kreeg hij in Oxford onder andere les van C.S. Lewis. Deze oefende een grote invloed op hem uit, hoewel Packer hem nooit persoonlijk zou kennen. In 1949 begon hij ook theologie te studeren aan Wycliffe Hall in Oxford. In 1952 werd hij beroepen als diaken en in 1953 als priester in de Anglicaanse kerk. Van 1952 werkte hij als assistent van een priester in een kerk in Birmingham. Van 1954 tot 1961 werkte hij als leraar aan Tyndale Hall in Bristol en daarna een jaar als bibliothecaris bij Latimer House in Oxford. Daarna zou hij daar acht jaar – tot 1969 het hoofd van zijn. Van 1971 tot 1979 werkte hij als rector op Trinity College in Bristol. Deze school was ontstaan uit een fusie tussen Tyndale Hall met Clifton College en Dalton House-St Michael's.
In 1979 verhuisde Packer naar Canada om daar hoogleraar te worden aan Regent College. Hij nam de Canadese nationaliteit aan.
Samen met zijn vrouw Kit Mullet, met wie hij in 1954 trouwde, had hij drie kinderen.

### Als theoloog
In 1958 schreef Packer Fundamentalism and the Word of God. Directe aanleiding was bepaalde kritiek op het evangelicalisme. Critici maakten de evangelische beweging verdacht door er het etiket fundamentalisme op te plakken, in de betekenis van 'a-intellectueel, dogmatisch, bekrompen en onwetenschappelijk'. Door dit boek werd Packer een bekend en gezaghebbend persoon binnen de evangelicale stroming.
De theoloog heeft grote belangstelling voor de puriteinen. Zo ging zijn proefschrift over John Owen. Hij voelde zich sterk geïnspireerd door hen. Ze maakten hem vooral bewust van de kracht van de inwendige zonde. Packer groeide uit tot een van de bekendste critici van de Keswick Convention, een groep ontstaan uit de Heiligingsbeweging. Deze leerde dat christenen de keuze hadden om zonde te weerstaan, en daarom – in principe – een zondevrij leven konden leiden. Hij bestreed deze visie. Tot dan toe werd de theologie van de Keswick Convention – met name door de centrale plek die zij innam – vrij breed gedragen binnen de evangelische stroming. De kritiek van Packer maakte daar een einde aan.
Packer schreef een groot aantal boeken. Zijn meest bekende boek was Knowing God (in het Nederlands: God leren kennen). Ook leverde hij vaak bijdragen aan het blad Christianity Today. In de latere jaren van zijn leven heeft hij ook steun gegeven aan de oecumenische beweging, maar hij geloofde niet in eenheid als daarvoor de orthodox-protestantse principes moesten worden verlaten. In de jaren zeventig zocht hij eenheid met de anglo-katholieke stroming binnen de Anglicaanse Kerk. Hierdoor kreeg hij veel kritiek te verduren en het leidde tot een breuk tussen hem en een van zijn grootste inspiratoren, Martyn Lloyd-Jones.
Packer was hulppredikant van een gemeente in Vancouver. In 2008 verliet Packer met zijn kerkgenootschap de Anglicaanse Kerk van Canada, en voegde zich bij de Anglicaanse kerk van Zuid-Amerika. De reden daarvoor was dat in het bisdom New Westminister, het bisdom waar de gemeente van Packer toe behoorde, het inzegenen van homorelaties formeel mogelijk is. Hier verzette Packer zich tegen. Bisschop Michael Ingham stuurde Packer daarop een brief dat hij in de Canadese kerk geen ambtswerk meer mocht doen. Hij kreeg twee maanden de tijd te verklaren dat hij met de kerk breekt. De Anglicaanse kerk van Zuid-Amerika wijst homoseksuele relaties af.
Packer was betrokken bij de English Standard Version (ESV) vertaling van de Bijbel en noemde het werk voor de ESV en de ESV Study Bible het belangrijkste werk dat hij in zijn leven gedaan heeft.
Volgens de protestantse predikant Marco de Wilde was Packer een briljant theoloog die op hoog niveau theologie kon bedrijven, maar heeft zijn theologie een uitgesproken kerkelijk en pastoraal karakter. Zelf vergeleek Packer een theoloog met een loodgieter. Hij moet ervoor zorgen dat de leidingen schoon blijven en het water helder blijft stromen.

## Werken
Boeken van Packer in het Nederlands vertaald:
- Evangelisatie en de soevereiniteit van God (1961) ISBN 0-8308-1339-X
- God leren kennen (1973) ISBN 0-8308-1650-X
- Wandelen door de Geest (1984) ISBN 0-8010-6558-5
- Oppervlakkigheid troef (1987) ISBN 9780842318549
- Geen zee te hoog (1991) ISBN 9780860654520
- Jagen naar heiliging (1992 ) ISBN 08-9283-734-9
- Opbouwend leiderschap, wijsheid uit het boek Nehemia (1995) ISBN 9780891077336
- Fundamentalisme en het Woord van God (1995) ISBN 9789063187170
- Groeien in Christus (1995) ISBN 9063180659
- Gods plannen voor jou (2001) ISBN 9781581342901
- Met Caroly Nyystrom, De Belofte Van De Herder (2009) ISBN 9789029719063
- Met vreugde ouder worden (2016) ISBN 9789088971211